# 巩留黄耆
巩留黄耆（学名：Astragalus dsharkenticus var. gongliuensis）为豆科黄耆属下的一个变种。

## 扩展阅读
- 維基物種上的相關：巩留黄耆